# Phortica hainanensis
Phortica hainanensis är en tvåvingeart som först beskrevs av Chen och Masanori Joseph Toda 1998.  Phortica hainanensis ingår i släktet Phortica och familjen daggflugor. Inga underarter finns listade i Catalogue of Life.